# Слаповский, Алексей Иванович
Алексей Иванович Слаповский (29 июля 1957, село Чкаловское, Саратовская область — 8 января 2023, Москва) — русский писатель, драматург и сценарист. Член Союза журналистов СССР (1988), Союза писателей СССР / Союза российских писателей (1989), Союза театральных деятелей (1993), редколлегии журнала «Волга».
Произведения Алексея Слаповского переведены на английский, венгерский, голландский, датский, немецкий, польский, сербохорватский, французский, финский, чешский, шведский и др. языки.

## Биография
Родился 29 июля 1957 года в селе Чкаловское Саратовской области. Окончил среднюю школу № 101. В 1979 году окончил филологический факультет Саратовского университета. По окончании университета работал учителем русского языка и литературы в школе, в 1981—1982 годах грузчиком, с 1982 по 1989 годы — корреспондентом телевидения и радио города Саратова. С 1990 по 1995 годы был редактором и заведующим отделом художественной литературы журнала «Волга».
В 2001 году переехал в Москву, сотрудничал с телевидением и кино (сценарии сериалов «Остановка по требованию», «Пятый угол», «Участок» и др., фильма «Ирония судьбы. Продолжение» (в соавторстве), а также сценарии телефильмов по собственным романам «Я не я» и «Синдром Феникса».
Публиковался в журналах «Дружба Народов», «Новый Мир», «Знамя», «Октябрь», «Звезда», «Урал», «Волга».
В конце ноября — начале декабря 2022 года Алексей Слаповский тяжело перенёс пневмонию, был выписан, но затем вновь почувствовал себя плохо, 5 января 2023 года был госпитализирован. Скончался в больнице 8 января 2023 года от пневмонии. Похоронен на Троекуровском кладбище.

## Библиография

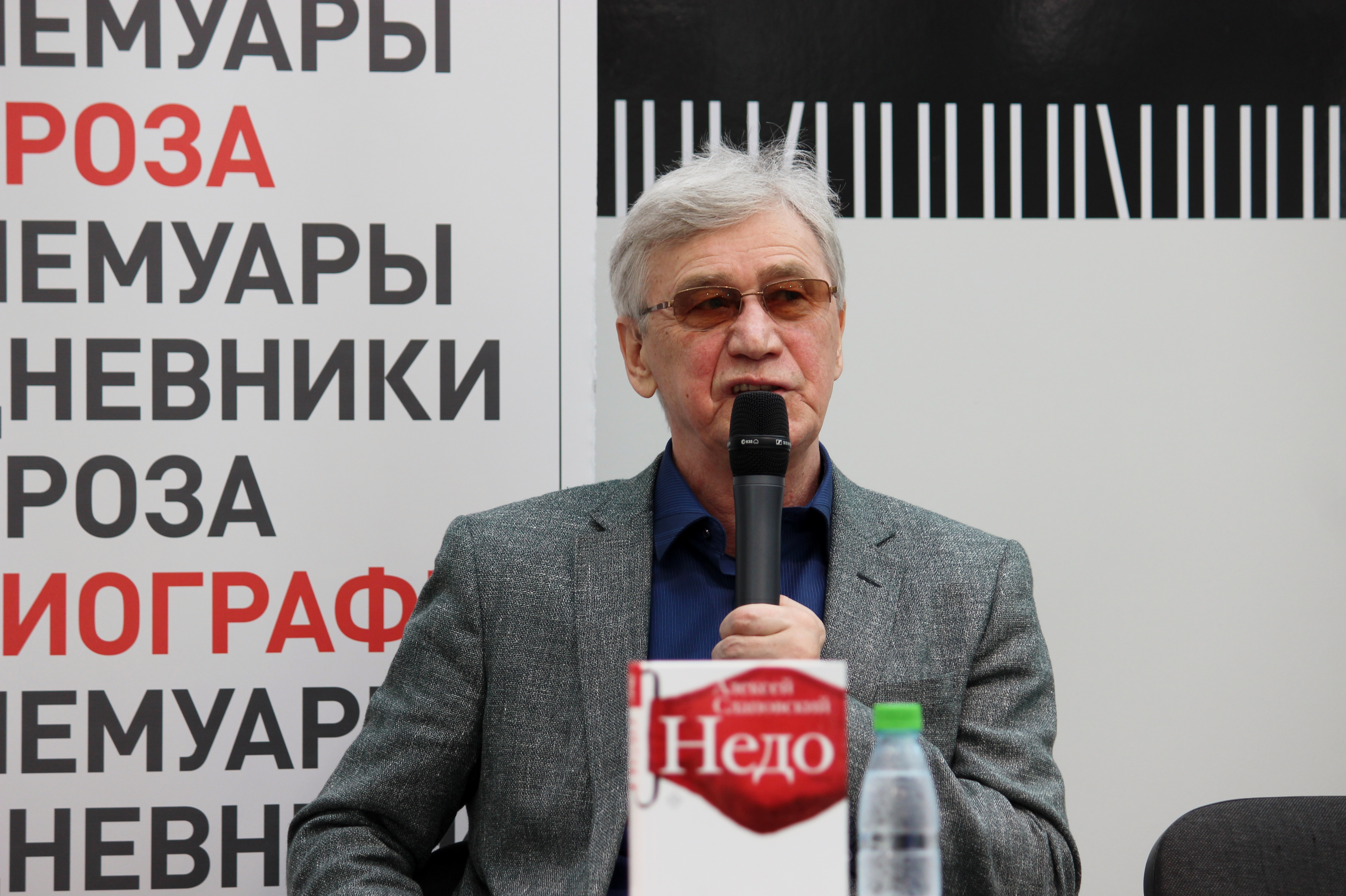
Слаповский на non/fictio№ 22, март 2021 г.

### Киносценарии
- 1985 — «Песенка для всех» (мультфильм) — стихи
- 2000 — «Остановка по требованию (телесериал)»
- 2001 — «Остановка по требованию (телесериал) 2»
- 2001 — «Пятый угол»
- 2003 — «Участок»
- 2005 — «Узкий мост»
- 2005 — «Свой человек»
- 2006 — «День денег»
- 2006 — «Заколдованный участок»
- 2008 — «Ирония судьбы. Продолжение»
- 2009 — «Синдром Феникса»
- 2009 — «Я не я»
- 2010 — «Любовь Надежды»
- 2011 — «Гаражи»
- 2015 — «Клинч»
- 2016 — «Тонкий лёд»
- 2016 — «Консультант»

### Пьесы
- «Сошедший с поезда» (поставлена в Саратовском академическом театре драмы имени И. А. Слонова[8], режиссёр Алексей Слаповский, то есть сам автор, премьера 4 октября 2015 года[9][10])
- «Клинч»
- «Во-первых, во-вторых, в-третьих» (поставлена Ярославским ТЮЗом)
- «Блин 2» (поставлена в Серовском театре им. Чехова, режиссёр Юлия Батурина; в Магнитогорском драматическом театре им. А. С. Пушкина, режиссёр Сергей Пускепалис; в Пермском ТЮЗе; в Государственном академическом театре драмы им. В. Савина Республики Коми)
- «От красной крысы до зелёной звезды» (поставлена в Театре «Мастерская Петра Фоменко»; Тульском драматическом театре; Театре Дождей, Санкт-Петербург; театре «Волхонка», Екатеринбург; Львовском ТЮЗе (маленькая сцена), мастерская Юрия Мысака, г. Львов, Украина; Тамбовский молодёжный театр, г. Тамбов,[11]; Театр-студия «Синяя птица», г. Моздок; в учебном театре Асбестовского колледжа искусств, режиссёр Ирина Бочкарёва
- «Мой вишнёвый садик» (поставлена в театре комедии им. Н. П. Акимова[12])
- «Где зарыта собака» (поставлена в театре комедии им. Н. П. Акимова[13])
- «Рождение» (поставлена в Гомельском молодёжном театре и Театре-студии Mixtura[14])
- «Пьеса № 27» (впервые представлена на фестивале «Любимовка»; по пьесе режиссёр Даля Тамулявичюте поставила спектакль под названием «Казнить нельзя помиловать» в Молодёжном театре в Вильнюсе[15])
- «Голая комната»
- «Женщина над нами»
- «Не такой как все» (поставлена Саратовским театром русской комедии; Самарским театром «Самарская площадь» под руководством Е. Дробышева; Государственным академическим театром драмы им. В. Савина Республики Коми; студенческим театром ТГМПИ имени С. В. Рахманинова[16]; Могилёвским областным драматическим театром[17][18])
- «О»
- «Представление о театре»
- «Победители»
- «Шнурок» (поставлена в Тамбовской театральной студии «Кавардак»)
- «Невероятная любовь» (поставлена в Орском Государственном драматическом театре им. А. С. Пушкина (Оренбургская обл.), премьера состоялась 9 октября 2015 года, реж. Адгур Кове.[19] 11 апреля 2016 года театр представил пьесу на театральном фестивале «Смоленский ковчег» в г. Смоленске[20])
- «Времена жизни» (Поставлена в Александровском театре драмы)

## Премии
- Первая премия на I Европейском конкурсе пьес за пьесу «Вишнёвый садик» (1994, Кассель, Германия).
- Премия Всероссийского конкурса драматургов (1996).
- Финалист российской национальной литературной премии «Большая книга» («Синдром феникса», «Большая книга перемен»).
- Четырежды финалист премии Букера (романы «Первое второе пришествие», «Анкета», «День денег», «Качество жизни»).
- Премия конкурса книг «Москва-Пенне» за роман «День денег» (2008).
- Гран-при за лучший сценарий («У нас убивают по вторникам») на Первом международном кинофестивале «Текстура» (2010, Пермь)
- Финалист литературной премии «Большая книга» за книгу «Неизвестность»[21]
- Премия Читателя (2018).